# Чортик під лобовим склом
«Чортик під лобовим склом» («Şeytan göz qabağında») — радянський художній фільм 1987 року, знятий режисером Октаєм Міркасимовим на кіностудії «Азербайджанфільм».

## Сюжет
Теймур, журналіст центральної республіканської газети, працюючи над репортажем про ринок, виходить на браконьєрів-риботорговців та вирішує сам провести розслідування. Незабаром він дізнається, що в певний час доби ГЕС припиняє скидання води в річку, внаслідок чого оголюється дно і риба, що не встигла піти, без особливих труднощів потрапляє на ринок. Так журналіст виходить на покровителів браконьєрів.

## У ролях
- Фахраддін Манафов — Теймур Алімов, журналіст
- Лариса Халафова — Сона
- Гасан Мамедов — Сабір
- Расім Балаєв — Назаров, секретар райкому
- Гамлет Хані-заде — Пашаєв
- Яшар Нурі — Назімзаде
- Гаджі Ісмайлов — рибалка
- Радміла Алієва — Лейла
- Надір Азмаммедов — водій «КамАЗу»
- Тахір Тахіров — Султанчик
- Ельданіз Расулов — Огтай
- Рашид Махмуд-заде — Фуфа
- Насір Садихзаде — директор готелю
- Раміз Азізбейлі — директор ГЕС
- Мухтар Манієв — Різван
- Гаджимурад Ягізаров — Гейдаров
- Тофік Мірзоєв — головний редактор
- Алім Мамедов — Джабієв, помічник Назарова
- Ясін Гараєв — перший хлопець
- Фархад Гусейнов — другий хлопець
- Гюмрах Рагімов — співробітник міліції
- Таріель Касімов — співробітник міліції
- Тавеккюль Ісмаїлов — водій
- Назір Алієв — розпорядник ринку
- Тельман Алієв — начальник відділення міліції
- Садих Гусейнов — залізничник
- М. Гараєв — епізод
- Відаді Гасанов — перекупник
- Зіллі Намазов — епізод
- Ельман Шейдаєв — епізод
- Р. Гіясов — епізод
- А. Ібрагімов — епізод
- Дадаш Казімов — кухар
- Д. Монахімова — епізод
- Емін Мірабдуллаєв — син Сабіра
- Хураман Аббасова — епізод
- Наджиба Гусейнова — дружина Сабіра
- Алескер Гурбаналієв — епізод
- Ельман Гурбанов — епізод
- Омір Нагієв — браконьєр
- Гюндуз Аббасов — співробітник редакції
- Валіахд Валієв — епізод
- Нусрет Кесеменлі — співробітник редакції
- Джахангір Мамедов — співробітник редакції
- Фікрет Мамедов — співробітник міліції
- Октай Міркасимов — торговець-узбек
- Гусейн Мурадов — втікач за Теймуром
- Афган Солтанов — міліціонер

## Знімальна група
- Режисер — Октай Міркасимов
- Сценарист — Асім Джалілов
- Оператори — Нізамі Аббасов, Алескер Алекперов
- Композитор — Рафік Бабаєв
- Художники — Рафік Насіров, Ельбек Рзакулієв